# بافل فلورنسكي
بافل فلورنسكي  (22 يناير 1882 - ديسمبر 1937)، هو عالم لاهوت روسي أرثوذكسي، وكاهن، وفيلسوف، ورياضياتي، وفيزيائي، مهندس كهربائي ومخترع.
ولد في 22 يناير 1882 في قرية في غربي أذربيجان، في أسرة يعمل أفرادها كمهندسين سكك الحديدية. والده ابن لكاهن روسي أرثوذكسي بينما أمه سليلة أسرة أرمنية نبيلة من تبليسي.

## روابط خارجية
- بافل فلورنسكي على موقع الموسوعة البريطانية (الإنجليزية)